# 残念くのいち伝
『残念くのいち伝』（ざんねんくのいちでん）は、介錯による日本の漫画作品。フレックスコミックスのウェブコミック配信サイト『FlexComixネクスト』で2010年11月30日より連載を開始し、2012年10月以降はジー・モードの『COMIC メテオ』へ移籍して2013年6月5日をもって第一部完となった。
腕は立つが、どこか抜けているくのいちの女子高生が主役で、介錯の作風にある美少女・アクション・ラブコメの要素が含まれている。

## ストーリー
法で裁けない悪事や陰謀を人知れず潰してきた国家隠密忍者。その一員であるレイカに、国家存亡の危機に立たされた日本を救うための任務が課せられる。だが、その任務とは、いずこかに隠された埋蔵金を探すというものであった。任務中に行方不明になった妹のミチルがその鍵を握っているらしいが、手掛かりは全く無かった。あてにならない情報を頼りに、日本の未来（と借金返済）のために、レイカは今日も戦う。

## 登場人物
千乃 零華（ゆきの れいか）
主人公。国家隠密忍者に所属するくのいちで、普段は女子高生に扮している。腕は立つが、重度のシスコンで惚れっぽく、しかも天然ボケと「残念な」くのいち。また、余計な事に首を突っ込んで却ってトラブルを大きくすることが多い。そのため、数億円の借金を抱えている。普段は黒髪だが、忍者スーツを纏うと金髪になる。
ミチル
零華の妹で行方不明になっている。
葵（あおい）
私立聖桜学院に通う高校生。一見、美少女だが実は男でいわゆる男の娘。なぜ、女装しているのかは不明。レイカに助けられたことで彼女に付き纏うようになる。零華の妹のミチルに似ているため、零華自身はかわいく思っている。零華のことはレイカさん、もしくはお姉さまと呼ぶ。シャモ鍋屋のバイトの際は先輩である零華よりも器用に仕事をこなした。
不知火（しらぬい）
レイカの愛刀「超電磁忍者刀・不知火」の電子コンピューター。レイカのパートナーでもある。柄の部分に装着されたモニター画面ではネズミの頭に尻尾を付けた姿で現れる。
ウィル
任務でアメリカの学校に入学した際に出会った学生。サラに好意を持っていて零華に会ったことでサラをダンスパーティーに誘おうとする。
サラ
零華が留学先のアメリカで初めてしゃべった学生。力強くてタフだと思っているジェイソンに憧れている。
ジェイソン
タックルで本棚を倒すような学生。女子に人気があり、勝利の際はJポーズをする。

## 既刊一覧
- 残念くのいち伝
  1. 2011年3月20日初版発行 ISBN 978-4-7973-6399-9
  2. 2011年8月10日発売 ISBN 978-4-593-85687-9
  3. 2012年4月12日発売 ISBN 978-4-593-85687-9
  4. 2013年6月12日発売 ISBN 978-4-593-85736-4